# Sobre os Judeus e Suas Mentiras
Sobre os Judeus e Suas Mentiras (do alemão Von den Juden und ihren Lügen) é um tratado escrito em Janeiro de 1543 pelo teólogo protestante Martinho Lutero, em que defende a perseguição dos Judeus, a destruição dos seus bens religiosos, assim como o confisco do seu dinheiro. Lutero se baseia no conceito germânico de liberdade, contra a imposição de se reverenciar líderes estrangeiros.
Ainda que, inicialmente, Lutero tenha tido uma visão mais favorável dos Judeus, a recusa destes em se converter ao movimento protestante que se iniciara levou Lutero a adaptar diversas acusações e incentivar um antissemitismo, juntamente com outras obras e ideais.

## O Tratado

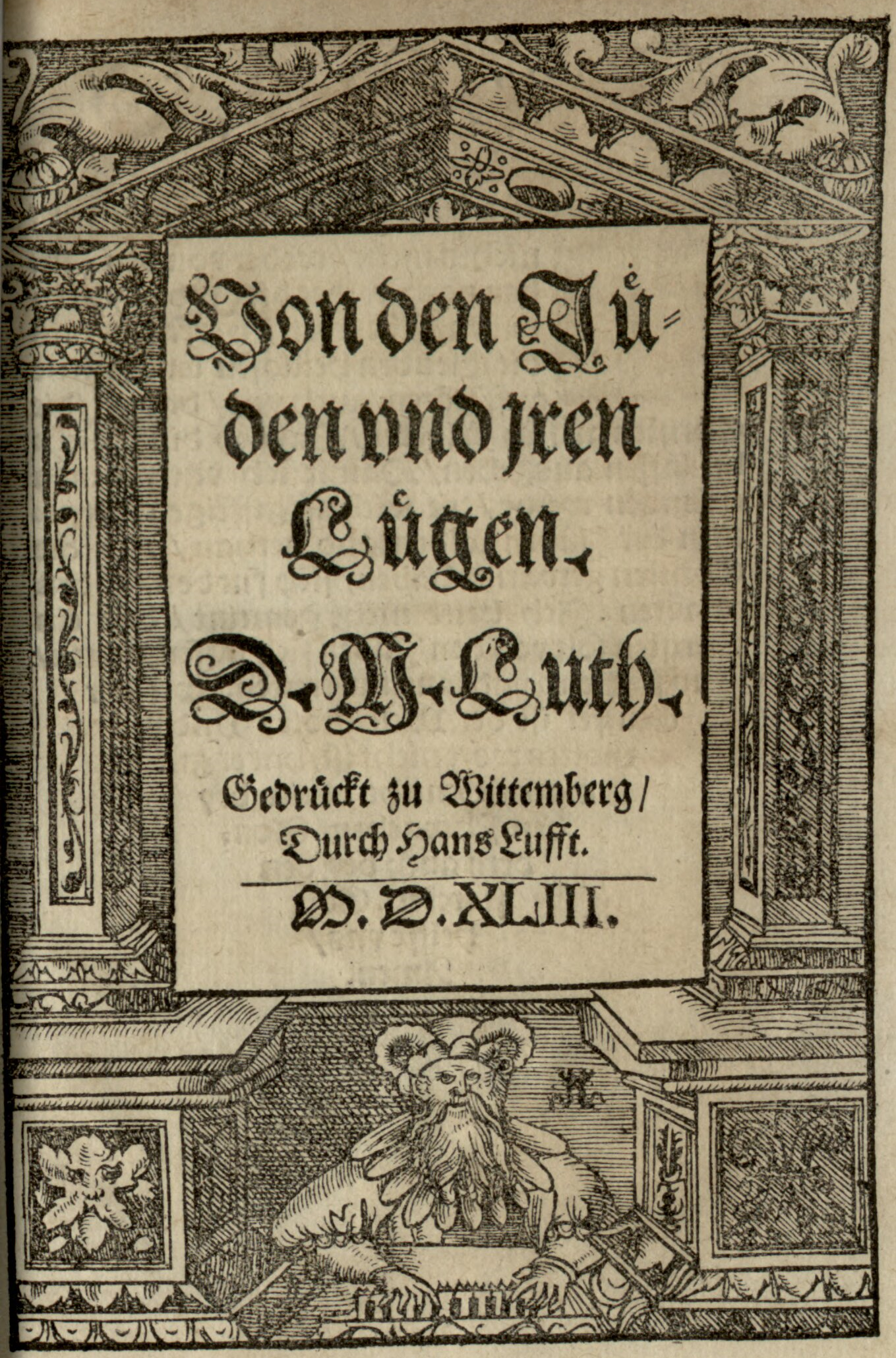
Capa do Von den Jüden und iren Lügen.

Lutero escreve que aqueles que continuam aderindo ao Judaísmo "devem ser considerados como sujeira.", escreveu ainda que a sinagoga era "uma prostituta incorrigível"  Ele argumenta que as suas sinagogas e escolas devem ser incendiadas, os seus livros de oração destruídos, rabinos proibidos de pronunciar sermões, casas arrasadas, e propriedade e dinheiro confiscados. Eles não devem ser tratados com nenhuma clemência ou bondade, não permitir nenhuma proteção legal, e esses "vermes venenosos" devem ser dirigidos a trabalho forçado ou expulsos para sempre. Ele também parece tolerar o assassinato de Judeus, escrevendo "temos culpa em não matá-los." 

### Trechos
“(…) Finalmente, no meu tempo, foram expulsos de Ratisbona, Magdeburgo e de muitos outros lugares… Um judeu, um coração judaico, são tão duros como a madeira, a pedra, o ferro, como o próprio diabo. Em suma, são filhos do demônio, condenados às chamas do Inferno. Os judeus são pequenos demônios destinados ao inferno.” 
“Queime suas sinagogas. Negue a eles o que disse anteriormente. Force-os a trabalhar e trate-os com toda sorte de severidade … são inúteis, devemos tratá-los como cachorros loucos, para não sermos parceiros em suas blasfêmias e vícios, e para que não recebamos a ira de Deus sobre nós. Eu estou fazendo a minha parte.” 
“Resumindo, caros príncipes e nobres que têm judeus em seus domínios, se este meu conselho não vos serve, encontrai solução melhor, para que vós e nós possamos nos ver livres dessa insuportável carga infernal – os judeus.” 

## Controvérsias
O tratado ainda gera várias controvérsias principalmente no que diz respeito a supostas influências que os escritos antissemitas de Lutero exerceram sobre as doutrinas racistas do regime nazista, bem como no antissemitismo alemão. A visão acadêmica prevalecente desde a Segunda Guerra Mundial é que o tratado exerceu uma grande influência na atitude da Alemanha em direção aos seus cidadãos judeus nos séculos entre a Reforma e o Holocausto. Quatrocentos anos depois que foi escrito, os Nacionais-Socialistas expuseram Sobre os judeus e suas mentiras  durante seus comícios e reuniões em Nuremberg, e a cidade de Nuremberg apresentou uma primeira edição a Julius Streicher, editor do jornal Nazista Der Stürmer, o jornal que o descreve como o tratado mais radicalmente antissemítico já publicado. 
O renomado historiador Michael H. Hart afirma que Lutero “embora se rebelasse contra a autoridade religiosa, poderia ser extremamente intolerante com quem dele discordasse em assuntos religiosos. Possivelmente foi devido em parte à sua intolerância o fato de as guerras religiosas terem sido mais ferozes e sangrentas na Alemanha do que, digamos, na Inglaterra. Além disso Lutero era feroz antissemita, tendo talvez, a extraordinária virulência de seus escritos sobre os judeus preparado o caminho para o advento de Hitler na Alemanha do século XX”. . O próprio Hitler em seu Mein Kampf considerou Lutero uma das três maiores figuras da Alemanha, juntamente com Frederico, o Grande, e Richard Wagner.. Em seu livro Why the Jews? (Por Que os Judeus?), Dennis Prager e Joseph Telushkin escrevem: “[...] os escritos posteriores de Lutero, atacando os judeus, eram tão virulentos que os nazistas os citavam frequentemente. De fato, Julius Streicher (nazista), argumentou durante sua defesa no julgamento de Nuremberg que nunca havia dito nada sobre os judeus que Martinho Lutero não tivesse dito 400 anos antes”. Alguns historiadores consideram Lutero o primeiro autor a delinear o antissemitismo moderno.
Contra toda esta visão, o teólogo Johannes Wallmann escreve que o tratado não teve nenhuma continuidade da influência na Alemanha, e não foi de fato basicamente ignorado durante os séculos 18 e 19. Hans Hillerbrand argumenta que concentrar-se no papel de Lutero no desenvolvimento do antissemitismo alemão é subestimar "a mais grande peculiaridade da história alemã." . O historiador escocês Niall Ferguson, autor The War of the World seu trabalho de 2006, observa que aos anos 1930 os Judeus da Alemanha estiveram entre os mais integrados na Europa.
Os cristãos luteranos afirmam a Igreja Luterana tem esse nome em homenagem de seu mais famoso líder, porém não acata todos os escritos teológicos de Lutero, principalmente os escritos que atacam os judeus. Desde os anos 1980, alguns órgãos da Igreja Luterana formalmente denunciaram e dissociaram-se dos escritos de Lutero sobre os judeus. Em Novembro de 1998, no 60º aniversário de Kristallnacht, a Igreja Luterana da Baviera emitiu uma afirmação: "é imperativo para a Igreja Luterana, que sabe que é endividada ao trabalho e a tradição de Martinho Lutero, de levar a sério também as suas declarações antijudaicas, reconhece a sua função teológica, e reflete nas suas consequências. Temos que nos distanciarmos de cada [expressão de] antissemitismo na teologia Luterana." 